# Arizona Bowl 2016
Match précédent Match suivant
L'Arizona Bowl 2016 est un match de football américain de niveau universitaire joué après la saison régulière de 2016, le 30 décembre 2016 dans l'Arizona Stadium de Tucson en Arizona.
Il s'agissait de la 2e édition de l'Arizona Bowl.
Le match a mis en présence les équipes des Jaguars de South Alabama issus de la Sun Belt Conference et des Falcons de l'Air Force issus de la Mountain West Conference.
Il a débuté à 15 h 30 locales (UTC−06:00) et a été retransmis en télévision sur ESPN.
Sponsorisé par la société NOVA Home Loans (société de location de maison), le match fut officiellement dénommé le NOVA Home Loans Arizona Bowl 2016.
L'Air Force gagne le match sur le score de 45 à 21.

## Présentation du match
| Équipes                                                                                               | Conférences         | Entraîneurs  | Stats. saison rég. | Classements avant le bowl CFP-AP-Coaches |
| --- | ------------------- | ------------ | ------------------ | ---------------------------------------- |
| Jaguars de South Alabama                                                                              | Sun Belt Conference | Joey Jones   | 6-6                | NC                                       |
| Falcons de l'Air Force                                                                                | ACC                 | Troy Calhoun | 9-3                | NC                                       |
| Arbitre : Jerry Magallanes (ACC) Équipe donnée favorite par les bookmakers : Air Force par 13 points. |                     |              |                    |                                          |

Il s'agit de la 1re rencontre entre ces deux équipes.

### Jaguars de South Alabama
Avec un bilan global en saison régulière de 6 victoires et 6 défaites, South Alabama est éligible et accepte l'invitation pour participer à l'Arizona Bowl de 2016.
Ils terminent 8e de la Sun Belt Conference derrière Appalachian State, Arkansas State, Troy, Idaho, Louisiana–Lafayette, Georgia Southern, et Louisiana–Monroe.
À l'issue de la saison 2016, ils n'apparaissent pas dans les classements CFP, AP et Coaches.
Il s'agit de leur 1er apparition à l'Arizona Bowl.

### Falcons de l'Air Force
Avec un bilan global en saison régulière de 9 victoires et 3 défaites, l'Air Force est éligible et accepte l'invitation pour participer l'Arizona Bowl de 2016.
Ils terminent 4e de la Mountain Division de la Mountain West Conference derrière Wyoming, Boise State et New Mexico, avec un bilan en division de 5 victoires et 3 défaites.
À l'issue de la saison 2016 (bowl compris), ils n'apparaissent pas dans les classements CFP, AP et Coaches.
Il s'agit de leur 1er apparition à l'Arizona Bowl.

## Résumé du match
| QT          | Temps       | Drive       | Drive       | Drive       | Équipe      | Description de l'action | Score | Score |
| QT          | Temps       | Jeux        | Yards       | TDP         | Équipe      | Description de l'action | USA   | AFA   |
| ----------- | ----------- | ----------- | ----------- | ----------- | ----------- | --- | ----- | ----- |
| 1           | 14:49       | 1           | 75          | 00:11       | USA         | TD de 75 yards par WR Josh Magee à la suite d'une réception de passe de QB Dallas Davis + 1 point de conversion par K Gavin Patterson              | 7     | 0     |
| 1           | 09:05       | 11          | 55          | 05:37       | AFA         | FG de 25 yards par K Luke Strebel | 7     | 3     |
| 1           | 06:08       | 7           | 75          | 02:57       | USA         | TD à la suite d'une course de 2 yards par RB Dami Ayoola + 1 point de conversion par K Gavin Patterson                                             | 14    | 3     |
| 2           | 10:41       | 5           | 59          | 01:59       | USA         | TD à la suite d'une course de 4 yards par QB Dallas Davis + 1 point de conversion par K Gavin Patterson                                            | 21    | 3     |
| 2           | 06:34       | 7           | 69          | 04:01       | AFA         | FG de 22 yards par K Luke Strebel | 21    | 6     |
| 2           | 01:49       | 4           | 35          | 01:43       | AFA         | TD à la suite d'une course de 14 yards par WR Ronald Cleveland + 1 point de conversion par K Luke Strebel                                          | 21    | 13    |
| 2           | 00:25       | 2           | 1           | 00:35       | AFA         | TD à la suite d'une course de 1 yard par RB Jacobi Owens+ 2 points de conversion à la suite d'une passe complétée de QB Worthman vers WR Robinette | 21    | 21    |
| 3           | 14:42       | 1           | 75          | 00:18       | AFA         | TD de 75 yards par WR Jale Robinette à la suite d'une réceptionde passe de QB Arion Worthman + 1 point de conversion par K Luke Strebel            | 21    | 28    |
| 3           | 06:35       | 12          | 75          | 05:46       | AFA         | TD à la suite d'une course de 6 yards par Tyler Williams + 1 point de conversion par K Luke Strebel                                                | 21    | 35    |
| 3           | 02:03       | 6           | 40          | 02:59       | AFA         | FG de 37 yards par K Luke Strebel | 21    | 38    |
| 4           | 09:12       | 11          | 69          | 07:03       | AFA         | TD à la suite d'une course de 22 yards par RB Jacobi Owens + 1 point de conversion par K Luke Strebel                                              | 21    | 45    |
| Score final | Score final | Score final | Score final | Score final | Score final | Score final | 21    | 45    |

## Statistiques
| Statistiques par équipe                |                      |                      |
| Statistiques                           | ASA                  | AFA                  |
| 1er down                               | 14                   | 23                   |
| 1er down à la course                   | 7                    | 14                   |
| 1er down à la passe                    | 7                    | 6                    |
| 1er down suite pénalité                | 0                    | 3                    |
| Conversion de 3e down                  | 3                    | 5                    |
| Conversion de 4e down                  | 0                    | 0                    |
| Jeux–yards                             | 313 yards en 47 jeux | 458 yards en 73 jeux |
| Yards à la course                      | 68                   | 251                  |
| Yards à la passe                       | 245                  | 207                  |
| Passes : Réussies-Tentées-Interceptées | 10/26, 0 int.        | 7/10, 1 int.         |
| Réussite en zone rouge/chances         | 2/2                  | 6/6                  |
| TD                                     | 3                    | 5                    |
| Field Goals                            | 0/0                  | 3/3                  |
| Sacks (Nombre-Yards perdus)            |                      |                      |
| Fumbles (Nombre/Perdus)                | 2/2                  | 1/0                  |
| Pénalités (Nombre/Yards perdus)        | 9/71                 | 5/25                 |
| Temps de possession                    | 18:44                | 41:08                |

| Meilleurs joueurs (MVPs) |                    |           |        |
| Système                  | Nom                | Équipe    | Poste  |
| Attaque                  | Arion Worthman     | Air Force | RB     |
| Défense                  | Weston Steelhammer | Air Force | Safety |

| Statistiques individuelles |                     |                                                                       |
| Quaterbacks                |                     |                                                                       |
| USA                        | Dallas Davis        | 10/24 passes réussies, 245 yards, 1 TD, 1 interception et 1 sack subi |
| AFA                        | Arion Worthman      | 7/10 passes réussies, 207 yards, 1 TD, 0 int., 4 sacks subis          |
| Meilleurs coureurs         |                     |                                                                       |
| USA                        | Xavier Johnson      | 4 courses pour 44 yards, 0 TD                                         |
| AFA                        | Jacobi Owens        | 17 courses pour 75 yards, 2 TDs                                       |
| Meilleurs receveurs        |                     |                                                                       |
| USA                        | Josh Magee          | 5 réceptions pour 154 yards, 1 TD                                     |
| AFA                        | Jalen Robinette     | 2 réceptions pour 124 yards, 1 TD                                     |
| Meilleurs tackleurs        |                     |                                                                       |
| USA                        | Songy, Darrell      | 12 tacles solo et 4 assistes                                          |
| AFA                        | Steelhammer, Weston | 5 tacles en sol, 1 interception, 1 fumble forcé                       |